# オーディン (駆逐艦)

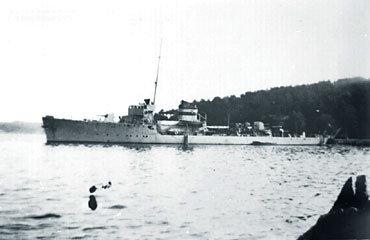
駆逐艦「オーディン」。

オーディン (KNM Odin) はノルウェー海軍の駆逐艦。スレイプニル級駆逐艦の一隻。

## 艦歴
ホルテン工廠で建造され、1939年1月24日に進水。1939年に就役した。
1940年4月8日、リレサンド沖でベルゲンへ向かっていたドイツの輸送船リオ・デ・ジャネイロがポーランド潜水艦オジェウにより撃沈された。調査のために派遣されリオデジャネイロ沈没後に現場に到着したオーディンは救助活動に加わり、それから負傷者17人と遺体18体を乗せてクリスチャンサンへ向かった。
翌朝、オーディンは侵攻してきたドイツ軍に対するクリスチャンサン防衛戦に参加した。ドイツ海軍部隊とOdderøya要塞との間で戦闘が始まると、オーディンはToppdalsfjordへ向かいドイツ軍の爆撃機を攻撃した。継続的な回避運動のおかげで、投下された爆弾がオーディンに命中することはなかった。攻撃してきた敵機に対し何発かの命中弾が記録されているが、撃墜できたものはなかった。7時30分頃、1機の双発機が、クリスチャンサン港で抑留されていたドイツ潜水艦U-21を攻撃した。オーディンはその航空機に対して発砲したが、それがイギリス軍のハドソン哨戒機であると判明しただけであった。この時もオーディンは目標を撃墜は出来なかった。10時、イギリス軍とフランス軍は攻撃してはならないとの命令がクリスチャンサンの司令官に届いた。この命令は、侵入してくる軍艦の旗がどの国もものかはっきりしなかったことと合わせて、10時30分にドイツ軍が3度目の試みで抵抗を受けずに港内に入ることが出来たという結果を招いた。オーディンは駆逐艦ギーレルなどと共にマルヴィカ海軍基地でドイツ軍に捕獲された。
ドイツ軍によるクリスチャンサン占領後、4月11日にオーディンはドイツ海軍の手に渡った。そして、パンター (Panther) の名で4月20日に就役した。なお、就役前に一部改装が行われた。就役後はスカゲラク海峡やカテガット海峡で護衛艦や練習艦として運用された。1942年1月からはゴーテンハーフェンで魚雷回収艦として用いられた。
第二次世界大戦後パンターはノルウェーのホルメストランドで発見され、1945年5月にノルウェー海軍に返還された。
3年間駆逐艦オーディンとして過ごした後、1948年にフリゲートに改装された。
オーディンは1959年に退役しスクラップとして売却された。

## 文献
- Abelsen, Frank (1986) (Norwegian and English). Norwegian naval ships 1939–1945. Oslo: Sem & Stenersen AS. ISBN 82-7046-050-8
- Berg, Ole F. (1997) (Norwegian). I skjærgården og på havet – Marinens krig 8. april 1940 – 8. mai 1945. Oslo: Marinens krigsveteranforening. ISBN 82-993545-2-8
- Johannesen, Folke Hauger (1988) (Norwegian). Gå på eller gå under. Oslo: Faktum Forlag AS. ISBN 82-540-0113-8
- Sivertsen, Svein Carl (ed.) (2001) (Norwegian). Sjøforsvaret dag for dag 1814–2000. Hundvåg: Sjømilitære Samfund ved Norsk Tidsskrift for Sjøvesen. ISBN 82-92217-03-7
- Steen, E. A. (1954) (Norwegian). Norges Sjøkrig 1940-1945 – Bind I. Oslo: Gyldendal Norsk Forlag
- Geirr H Haarr, The German Invasion of Norway April 1940, Seaforth Publishing, 2009, ISBN 978-1-84832-032-1